# سیارک ۲۳۹۲۴
سیارک ۲۳۹۲۴ (به انگلیسی: 23924 Premt، نامگذاری:1998SX140) بیست و سه هزار و نهصد و بیست و چهارمین سیارک کشف شده‌است که در ۲۶ سپتامبر ۱۹۹۸ کشف شد.
قدر مطلق سیارک برابر ۱۸.۶ است.